# Don't Stop (canção de Megan Thee Stallion)
"Don't Stop" é uma canção da rapper estadunidense Megan Thee Stallion, gravada para seu álbum de estreia Good News (2020). Conta com participação do rapper estadunidense Young Thug. Foi composta pelos intérpretes com Buddah Bless, que também produziu a canção. Foi lançada pela 1501 Certified Entertainment e 300 Entertainment como terceiro single do álbum em 2 de outubro de 2020. Musicalmente, é uma canção de hip hop com produção inspirada na música eletrônica e industrial.
"Don't Stop" debutou e alcançou o número 30 na Billboard Hot 100. Para promover a canção, Megan cantou ao lado de Young Thug durante a estreia da 46ª temporada do Saturday Night Live.

## Antecedentes e lançamento
A colaboração foi especulada pela primeira vez através da página do Instagram da 300 Entertainment depois que eles postaram uma foto dos dois artistas no estúdio juntos, uma semana antes do lançamento da canção. Em 28 de setembro de 2020, Megan postou a capa da canção e a data de lançamento em seu Instagram. A canção foi lançada em 2 de outubro de 2020.
Em 8 de outubro de 2020, Megan fez uma parceria com a Amazon Music para criar o fundo de bolsas de estudo "Don't Stop", que forneceu duas mulheres de cor buscando um diploma de associado, bacharelato ou pós-graduação em qualquer área de estudo com US$ 10.000 cada.

## Composição
"Don't Stop" é uma canção de hip hop que apresenta elementos da música eletrônica e industrial em sua produção. Instrumentalmente, a faixa apresenta sons de "glitch" e percussão pesada, e usa samples feitas pelo DJ americano Ricky Remedy. Jackson Langford, da MTV Austrália, comparou a produção da canção com a da gravadora britânica PC Music. A canção inclui letras "raunchy" e "sex-positive", como "I've got a stank ass walk and a reckless ass mouth" e "Don't stop, pop that cat".

## Apresentações ao vivo
Um dia após o lançamento de "Don't Stop", Megan apresentou a faixa durante a estreia da 46ª temporada do Saturday Night Live ao lado de Young Thug.

## Videoclipe
O videoclipe de "Don't Stop", dirigido por Colin Tilley, foi lançado ao lado da canção. Megan Thee Stallion aparece ao longo do vídeo vestida com roupas inspiradas em vários personagens de Alice no País das Maravilhas, incluindo Alice, a Rainha de Copas, e o Gato de Cheshire. O vídeo também apresenta dançarinos dançando voguing, Megan dançando twerking, e um gato animado com Imagens geradas por computador que se assemelha ao Gato de Cheshire. Young Thug aparece durante seu verso vestido como Edward Scissorhands.